# Тумасов, Игорь Юрьевич
Игорь Юрьевич Тумасов (укр. Ігор Юрійович Тумасов; род. 5 октября 1963, Киев, Украинская ССР) — украинский дипломат. Чрезвычайный и Полномочный Посол Украины в Республике Перу (2018—2020).

## Биография
Работал советником Посольства Украины в Аргентине. Затем, Генеральным консулом Украины в Рио-де-Жанейро (Бразилия).
Был советником Отдела Латинской Америки и Карибского бассейна Второго территориального департамента МИД Украины.
В 2015—2017 годах — начальник отдела стран Южной Америки департамента Америки Министерства иностранных дел Украины.
С 19 июня 2018 по 1 сентября 2020 года — Чрезвычайный и Полномочный Посол Украины в Республике Перу.